# Sabari (rivière)
La Sabari est une rivière indienne d'une longueur de 418 km qui coule dans les États de l'Odisha, du Chhattisgarh et de l'Andhra Pradesh. Elle est un affluent du Godavari.

## Source de la traduction
- (en) Cet article est partiellement ou en totalité issu de l’article de Wikipédia en anglais intitulé « Sabari River » (voir la liste des auteurs).